# MIC Drop (防彈少年團歌曲)
《MIC Drop》是韩国男子组合防弹少年团第五張韓語細碟 《Love Yourself 承 'Her'》的单曲，之后也被收錄在第四张特別專輯《Love Yourself 結 'Answer'》。
RM指歌曲的灵感来自美国前总统奥巴马2016年白宫晚宴上的动作。歌曲讲述防弹少年团的成就并庆祝他们在全球的成功。
歌曲的混音版本由美国DJ史蒂夫·青木混音，于2017年4月14日由Big Hit娱乐发行。日语版本則在2017年12月5日发行。商业上，日语版歌曲在日本日本百强单曲榜位列第1，在《公告牌》世界数字歌曲销量榜位列第7。〈MIC Drop〉得到美國唱片業協會白金认证和日本唱片協會的雙白金认证。
2021年7月26日，歌曲〈Mic Drop〉MV在YouTube上的觀看量達到10億，成為防彈少年團第四首打破10億的MV，亦打破男團的最新記錄，成為首個團體擁有4首打破10億的MV。